# Saint-Pierre-Quiberon
Saint-Pierre-Quiberon (in bretone Sant-Pêr-Kiberen) è un comune francese di 2 243 abitanti situato nel dipartimento del Morbihan nella regione della Bretagna.

## Società

### Evoluzione demografica
Abitanti censiti